# Щитень весенний
Щитень весенний (лат. Lepidurus apus) — вид щитней. Населяет преимущественно прохладные регионы. В странах Европы и Азии появляются в начале марта, как только начинает сходить снег, и исчезают в конце апреля — начале мая, когда температура поднимается до 15 °C и выше.
Lepidurus apus заселяет временные пересыхающие водоёмы, трясины, заливные луга и лужи, образующиеся после таяния снега.
В некоторых странах занесен в Красную книгу.
Этот вид окрашен в зеленовато-бурый цвет и имеет длинный, покрывающий почти всё тело светлый щиток с мелкими тёмными пятнами. На конце брюшка, между двумя хвостовыми придатками (как и у всех видов рода Lepidurus) находится небольшая, размером 2—3 мм, плоская пластина. Как правило, она окрашена в зеленоватый цвет.

## Поведение и питание
Активны щитни круглые сутки. Большую часть времени они проводят возле дна, роясь в грунте и отыскивая там свою пищу. В пищу щитни используют почти все, что меньше них: частицы грунта, мелких беспозвоночных или водоросли. Иногда они также нападают на головастиков лягушек и мальков рыб. Если же пищи не хватает, щитни могут поедать друг друга.

## Экология
Щитни обладают уникальной системой выживания, благодаря которой и сохранились столь долгое время неизменными. Они живут в мелких временных (эфемерных — наполняющихся в определенные времена года) пресных водоёмах (канавы, овраги), где у них нет естественных врагов. После того, как низменность заполнилась водой, в течение нескольких часов (24—72) из находящихся в земле цист вылупляются личинки щитней размером около 0,5 мм. Они очень быстро развиваются, проходя несколько стадий, примерно через 2 недели становятся полностью половозрелыми взрослыми особями и откладывают в грунт цисты следующего поколения. Щитни всеядны, кроме того — они главные хищники в своей экологической нише, поедают все организмы меньше себя. У большинства видов широко распространен каннибализм, но проявляется он, как правило, в случае нехватки другой пищи. В некоторых регионах определенные разновидности триопсов считаются вредителями, поскольку они повреждают молодые побеги риса.

## Распространение
Ранее считался видом-космополитом. На самом деле, вероятно, отсутствует в Новом свете.